# Patrice Beaumelle
Patrice Beaumelle (Arles, 24 aprile 1978) è un allenatore di calcio francese, tecnico del MC Alger.

## Biografia
Nel novembre 2020 ha assunto la guida della nazionale ivoriana.